# Egbert (Münster)
Egbert († 9. Januar 1132 in Köln) war Bischof von Münster (1127–1132). In seiner kurzen Amtszeit trat er als Förderer und Reformator der Klöster und Stifte in seinem Bistum hervor. In der Reichspolitik spielte er eine Rolle als Gesandter.

## Herkunft
Egbert war mit König Lothar III. verwandt. Vermutlich war er Sohn von Markgraf Egbert II. von Meißen. Nach dem Tod des von Heinrich IV. abgesetzten Vaters kam er mit seiner Mutter Oda von Weimar-Orlamünde an den Hof von Lothar. Vermutlich aus dieser Zeit stammt die Basis der guten Beziehungen Egberts zum späteren Kaiser.
Seine geistliche Laufbahn begann in Köln als Domdechant. Bereits in dieser Zeit zeigte er Sympathie für eine Reform der Kirche. So tat er als Befürworter von Reformklöstern hervor.

## Kirchliche Reformen
Nach dem Tod Dietrichs II. von Münster wurde Egbert von König Lothar als Bischof von Münster eingesetzt. Unmittelbar nach dem Beginn seiner Herrschaft begann er im Bistum mit der Reform der Frauenklöster und -stifte. Die nach der Zerstörung des Klosters Überwasser 1121 geflohenen Klosterdamen zwang er zur Rückkehr und zur Annahme einer strengeren Regel als bislang.
Große Sympathie hatte Egbert für den Prämonstratenserorden. Er bestätigte die Gründung von Stift Varlar. Diesem gewährte er die freie Wahl des Propstes und Vogtes. Allerdings blieb der Propst zu einem Treuegelöbnis dem Bischof gegenüber verpflichtet. Außerdem behielt sich Egbert auch die Investitur der Pröpste vor. Egbert weihte die Kirche des Stifts Freckenhorst nach deren Wiederaufbau 1129 neu. Die Reform des Damenstifts in Liesborn erwies sich als schwierig. Dieses litt unter der Zerstörung von 1121 und die Damen hatten eine Wiederherstellung unter strengeren Regeln wohl nicht gewünscht. Das Stift löste Egbert unter Zusicherung des lebenslangen Unterhalts der Damen auf und übergab es vermutlich an Hildesheimer Benediktiner. Die wirtschaftliche Basis versuchte er durch großzügige Landschenkungen zu verbessern. In Münster tat Egbert viel für die Beseitigung der Schäden am Dom aus dem Jahr 1121. Er sorgte für ein Bleidach und erste Glasfenster. Weitere Baumaßnahmen scheiterten an seiner kurzen Amtszeit. Egbert war offenbar selbst in den biblischen Schriften gut bewandert, hatte er doch erheblichen Anteil an der Konversion seines jüdischen Geldgebers Judas aus Mainz.

## Reichspolitik
Eine nicht unbedeutende Rolle spielte Egbert auch in der Reichspolitik. Er hielt sich mehrfach im Gefolge König Lothars auf. So war er auf dem Konzil von Würzburg im Jahr 1130 anwesend. Auf diesem wurde über das damalige Schisma beraten. Bernhard von Clairvaux rühmte Egbert neben anderen Bischöfen als Fürsprecher von Innozenz II. Egbert gehörte auch zu der Gesandtschaft, die Innozenz II. die kaiserliche Anerkennung überbrachte. Auch beim Zusammentreffen Lothars mit dem Papst in Lüttich 1131 war Egbert vermutlich anwesend.
Egbert wurde beauftragt, als Gesandter nach Rom zu reisen, um mit dem Gegenpapst Anaklet II. sowie mit den Vertretern des römischen Volkes zu verhandeln. Er sollte in Rom die baldige Ankunft König Lothars und eines großen Heeres ankündigen. Er reiste über Böhmen nach Salzburg. Dort verhandelte Egbert mit Erzbischof Konrad und anderen führenden Geistlichen der Region. Offenbar löste dies bei den Ungarn Furcht vor einem Angriff aus dem Reich aus und es kam von ungarischer Seite zu Angriffen auf die Marken im Osten. Auf Rat Egberts reiste eine Gesandtschaft nach Ungarn, der es gelang, Bela II. von weiteren Angriffen abzuhalten.
Egbert reiste nach Köln, um dort der Einsetzung des neuen Erzbischofs Bruno II. von Berg beizuwohnen. Dort erkrankte er und starb bald darauf. Wahrscheinlich wurde er im Dom in Münster beigesetzt.
Dort wurde im Erphoviertel eine Straße nach ihm benannt.